# Сібата Рюїті
Сібата Рюїті (14 грудня 1983) — японський плавець.
Учасник Олімпійських Ігор 2008 року.
Призер Пантихоокеанського чемпіонату з плавання 2006 року.
Призер Азійських ігор 2006 року.
Призер літньої Універсіади 2005 року.